# ذوغیشان (روستا)
 ذوغیشان  (در عربی:  ذُوغَیشان) 
نام روستایی است در دهستان بَنُو فایَش از توابع استان جَوف در کشور یمن در شبه جزیره عربستان.

## جمعیت
جمعیت آن (۵۰ ) نفر (۴ خانوار) می‌باشد.